# ローマン・ハウベンシュトック＝ラマティ
ローマン・ハウベンシュトック＝ラマティ（Roman Haubenstock-Ramati、1919年2月27日 - 1994年3月3日）は、ポーランド出身でオーストリア（ウィーン）に没した現代音楽の作曲家。

## 略歴
ポーランドのクラクフでユダヤ系の家系に生まれる。1937年から1940年までクラクフで作曲を、レンベルク（現ウクライナ・リヴィウ）で音楽学を学ぶ。この期間、ヴァイオリンや哲学も学んだ。アルトゥル・マラフスキ（Artur Malawski）とユゼフ・コフレルの生徒であった。1947年から1950年までクラクフ放送局に勤める。1950年にイスラエルへ亡命し、1951年から1957年までテルアビブ音楽院で教えた。
1957年にパリに渡りデビューした後、生活の安定を求めて1973年からウィーンで亡くなるまで教鞭をとる。ラマティは久保摩耶子やベアート・フラー、阿部京子、土居克行などの、優れた後進を指導したことでも知られている。

## 作風
彼の創作作品はおよそ四期に分けることができる。イスラエル亡命当時は十二音技法と旋法性を折衷した創作であったときかれるものの、その当時の作品のほとんどは破棄され、音源は大変に稀少と伝えられている。
彼は、ダルムシュタット夏期講習会で行ったレクチャーとコンサートにて「図形楽譜」の提唱者として歴史に刻まれた側面が強く、「シェークスピアの為のモビール」等の諸作品で「浮動する楽譜」のあり方を模索した。後に、これらの図形楽譜は演奏者による解釈の相違やトラブルを招き、次第に運動全体は縮小を余儀なくされる。ハウベンシュトック＝ラマティの様式が真に個性的な響きへ到達するのは、その20年後であった。
生涯にわたって追究したのは「新しい形式」であり、前衛の時代には一世を風靡した美しい図形楽譜で作曲されていたものの、前衛の停滞以後はそのキャリアを生かしたユニークなアンサンブルの追究へと向けられた。「弦楽四重奏曲第二番」はそのころの作品となる。そして、かれは「同一テクストの複数のヴァージョンを、同数の奏者が順序をまちまちに決めて同時演奏」という思考の真髄に到達し、「鏡」、「聖堂」といった最高傑作を残した。
「鏡」では全曲の要に「鏡の割れるような」暴力的な音が４回鳴るシーンがあり、そのつどシチュエーションを変えて鳴り響く瞬間が白眉である。1910年代生まれの作曲家は、多様な様式を渡り歩くごとに苦悩のあとが表面化する悲劇的なケースが多い。しかし彼は常に単一の強烈なコンセプトを持って創作に臨んだため、どの時期の作品にも綻びがない。そのためか一種の音響オブジェのような様相を帯びることになり、苦悩やドラマトゥルギーが払拭された緻密な構造物という印象が強い。

## 主要作品
- 弦楽四重奏曲第１番「モビール」（1973年）
- クラヴサン協奏曲 （1978年）
- オペラ「アメリカ」 （1964年）
- 鏡 16台のピアノの為の（1984年/1991年）
- ソナタ ピアノの為の
- 聖堂 12台のハープの為の

## 照会先
ラマティはポーランド、イスラエル、オーストリアと諸国を渡り歩いたが、現在はオーストリア音楽情報センターと、ポーランド音楽情報センターの両者で全作品の検索が可能である。どちらかというと、後者のほうが精度が高い。